# O – Vertrauen, Verführung, Verrat
O – Vertrauen, Verführung, Verrat (Originaltitel: O) ist ein US-amerikanischer Spielfilm aus dem Jahr 2001 unter der Regie von Tim Blake Nelson. Das Drama ist eine moderne Adaption des Shakespeare-Klassikers Othello.

## Handlung
Der Film O spielt an der privaten Internats-Highschool Palmetto Grove in den Südstaaten der USA im Jahr 2000. Der einzige schwarze Schüler Odin, genannt O, ruft als Star der Basketballmannschaft und als Liebling des Trainers Duke Goulding, genannt „The Duke“, in dessen Sohn Hugo Hass und Neid hervor. Nachdem Odin als wertvollster Spieler einen anderen Teamkameraden, Michael Cassio, dem Trainersohn vorzieht, beginnt dieser, gegen Odin zu intrigieren.
Unter dem Scheingrund, er wolle ihn mit Odins Freundin Desi zusammenbringen, stiftet Hugo den aus einer wohlhabenden Familie stammenden Roger dazu an, ihm bei seinen intriganten Plänen zu helfen, wobei er vor allem dessen finanzielle Mittel ausschöpft.
Von Roger wird Desis Vater, der Dekan Brable, darüber informiert, dass Odin seiner Tochter Gewalt angetan habe. Im Folgenden stellt der Dekan den Freund seiner Tochter zur Rede und wird von Odin und Desi über die Liebe der beiden aufgeklärt, die dem Vater sehr missfällt.
Hugo, der für bessere sportliche Leistungen Drogen nimmt, vernachlässigt seine eigene Freundin Emily und bemüht sich darum, in Odin Eifersucht zu schüren, indem er ihn glauben macht, Michael habe ein Verhältnis mit Desi. Das wachsende Misstrauen in O lässt ihn Desi gegenüber grob werden. Im Verlauf des Films erreicht Hugo mit der unbedachten Hilfe Emilys, die gleichzeitig Desis Zimmergenossin und Freundin ist, dass Odin immer mehr von der Untreue seiner Freundin überzeugt ist. Nachdem O, aufgewühlt durch seine Eifersucht, selbst wieder Drogen genommen hat und sich zu weiterem Drogenkonsum durch Hugo hat verführen lassen, präsentiert dieser dem Eifersüchtigen in einer inszenierten Bespitzelung Michaels den letzten Beweis, der Odin ohne Zweifel lässt, dass Desi ihn betrügt. Von Rache getrieben, vertraut sich Odin Hugo an, der einen Plan entwickelt, sowohl Michael als auch Desi umzubringen, ohne dabei den Verdacht auf sich zu ziehen. Diesem Plan zunächst folgend, treffen Hugo, Michael und Roger auf einer Landstraße aufeinander, wobei Roger jedoch aus zu großer Angst Michael nur verletzt, anstatt ihn zu töten, woraufhin Hugo kurzerhand Roger erschießt.
Zeitgleich erwürgt O Desi, die bereits tot ist, als Emily in ihr gemeinsames Zimmer zurückkehrt.
Als Hugo ebenfalls in Desis und Emilys Zimmer eintrifft, löst Emily seine Intrigen auf, woraufhin sie von ihm erschossen wird. Odin, der seine Fehleinschätzung der Situation erkennt, erschießt sich vor den Augen weiterer Wohnheimbewohner. Hugo wird zu guter Letzt von Polizisten abgeführt.

## Kritiken
Die Kritiken waren durchwachsen. Filmstarts.de bemängelt vor allem die Unglaubwürdigkeit:

„Viele Handlungsschritte wirken auch allzu konstruiert und verlieren jeglichen Bezug zur inneren Logik der Geschichte, das Verhalten der Figuren lässt sich kaum nachvollziehen. Im Falle von Hugo und Odin werden sie sogar recht sorgfältig charakterisiert, aber keine der Figuren kann die Sympathie des Zuschauers für sich gewinnen. Ein Teenie-Drama ohne Identifikationsfigur tut sich natürlich noch einmal zusätzlich schwer. […] O ist ein ambitionierter Versuch, das Shakespeare-Drama ‚Othello‘ ins heutige Teenie-Milieu zu übertragen. Der Film scheitert jedoch mit seinem Vorhaben aufgrund eines schwachen Drehbuchs sowie formaler und darstellerischer Mängel.“

Filmspiegel sieht über derartige Mängel hinweg, kann O aber doch nicht sehr viel mehr als Mittelmäßigkeit bescheinigen und fasst den Film zusammen als „Shakespeare-Adaption, die 374. – alles wie gehabt.“

„Realitätstreue dürfte nie ein Anliegen Shakespeares gewesen sein, vielmehr die Unterhaltung, das Gefühl, das Dramatische. Innerhalb der Grenzen eines Highschool-Films sind dabei die Darsteller gar keine schlechte Wahl. Julia Stiles hat ja nun reichlich Erfahrung, auch Josh Hartnett sah man bereits in ähnlichen Rollen […], und insbesondere Mekhi Phifer als Odin (Othello) kann gefallen. Der Rest ist aber leider nicht mehr als routiniert, und so kann sich O durch wenig abheben, außer durch einen gewissen Plagiarismus.“

## Auszeichnungen
- 2001 gewann Tim Blake Nelson den Golden Space Needle Award als Bester Regisseur.

## Hintergrund
- O kam u. a. auf Grund des schwierigen Themas ‚Gewalt an Schulen‘ im Zusammenhang mit dem Massaker in Columbine erst zwei Jahre nach der Produktion in die Kinos.[3]